# Laguna Palo Gordo
A  Laguna Palo Gordo é um lago localizado na Guatemala. Localiza-se no departamento de Retalhuleu, Município de San Andrés Villa Seca.